# Efteling: De Tentoonstelling

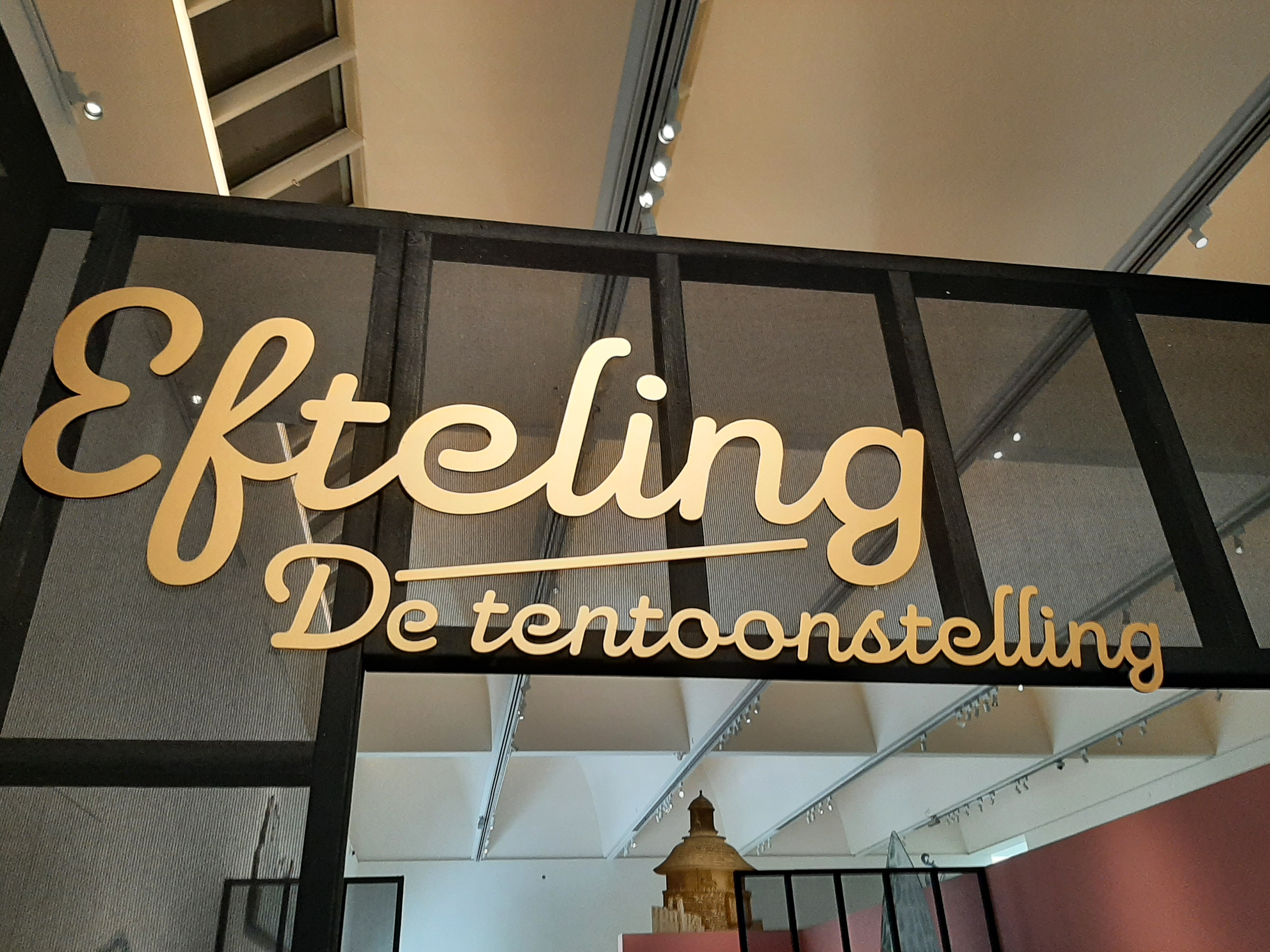
Entree van de tentoonstelling.

Efteling: De Tentoonstelling was een tentoonstelling in Het Noordbrabants Museum over de geschiedenis van attractiepark de Efteling. 
In 2022 werd de tentoonstelling aangekondigd. Op 4 maart 2023 opende de tentoonstelling voor bezoekers. Een dag eerder was er een opening voor de pers. De laatste bezoekdag was 21 mei 2023.

## Tentoongestelde objecten
Tijdens de tentoonstelling werden honderden objecten getoond over het attractiepark. De objecten bestonden uit onder meer ontwerptekeningen, maquettes, merchandise, plattegronden, foto's en decorstukken. Hiervoor werkte het museum samen met de Efteling en met name het ontwerpteam. Er werd ook een minidocumentaire over de tentoonstelling gemaakt die op YouTube geplaatst werd.

### (Ontwerp)tekeningen

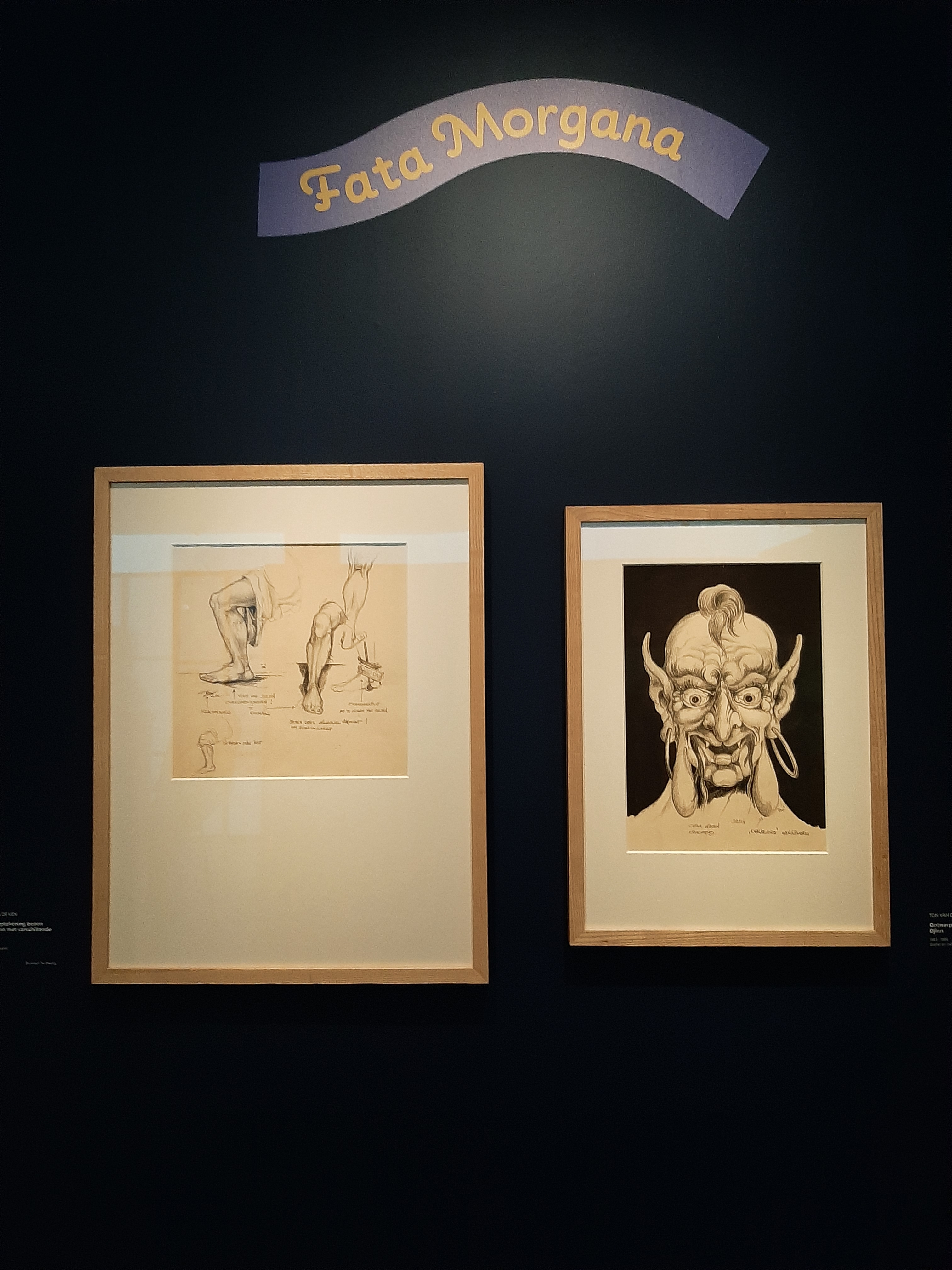
Ontwerptekeningen van Fata Morgana.

Als onderdeel van de tentoonstelling werden diverse tekeningen getoond zoals gedetailleerd ontwerptekening of globale concepttekeningen met (nooit uitgevoerde ideeën) hoe attracties eruit moesten zijn. Zo waren er hedendaagse computergemaakte tekeningen te zien, maar ook tekening uit de beginjaren van de Efteling die met potlood en verf gerealiseerd werden, waaronder door Anton Pieck.

### Maquettes

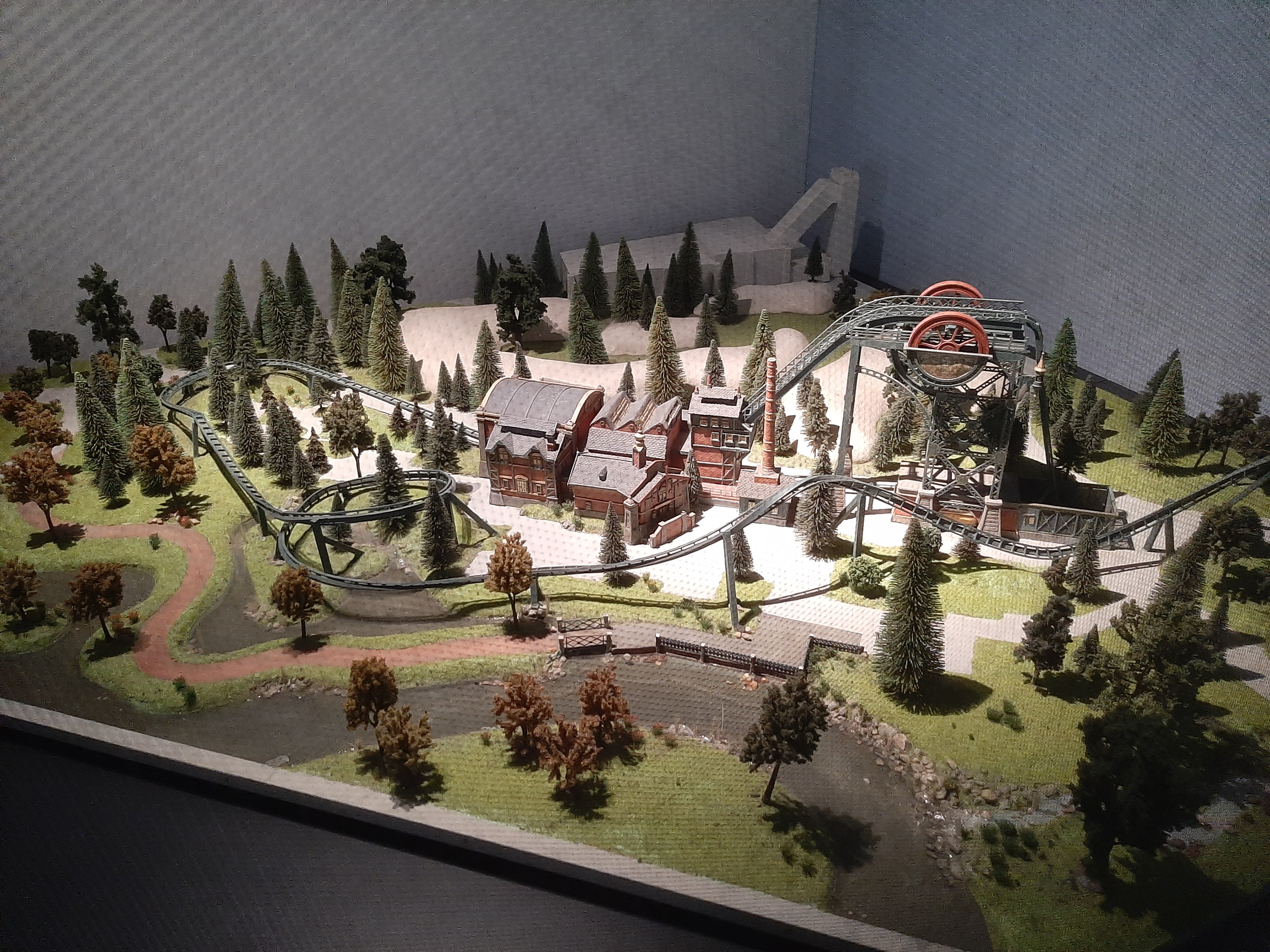
Maquette van Baron 1898.

Om aan de bezoeker uit leggen hoe een attractie ontwikkeld wordt, werden er een aantal maquettes tentoongesteld zoals van Symbolica en Baron 1898. De maquettes tonen gedetailleerd en op schaal hoe een attractie er uiteindelijk uit moet komen te zien.

### Muzikale paddenstoel
Speciaal voor de tentoonstelling werd een oproep gedaan om foto's van jezelf in te sturen tezamen met de muzikale paddenstoel in de Efteling. Een aantal hiervan werden geselecteerd en getoond aan het einde van de tentoonstelling. Ook stond het er op het plein voor de hoofdentree van het museum een muzikale paddenstoel. 

### Merchandise

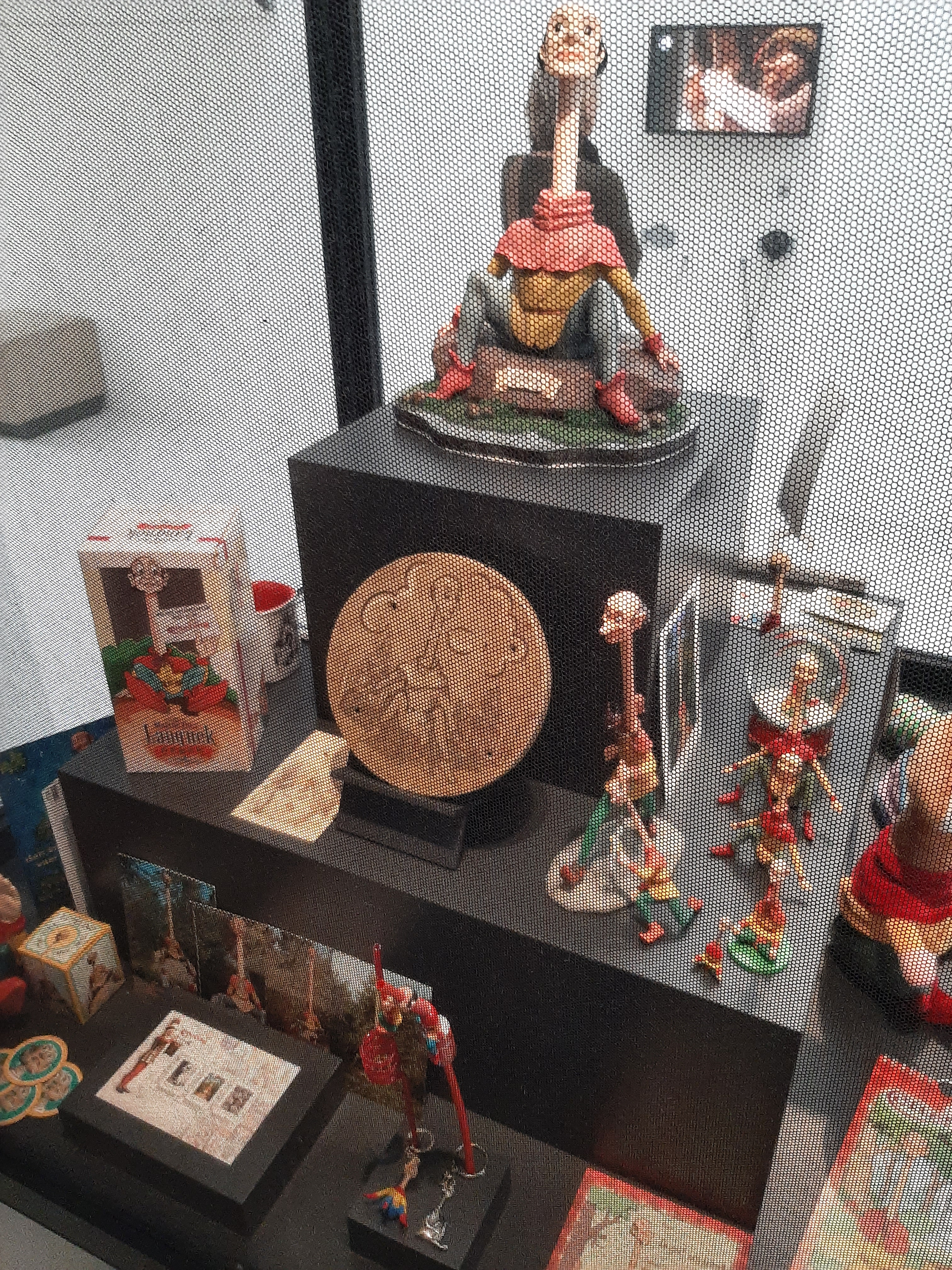
Merchandise van Langnek.

Tijdens de tentoonstelling werden verschillende merchandise getoond zoals plastic figuurtjes, spaarpotten, sneeuwbollen, ansichtkaarten enzovoorts. Ook verschillende entreebewijzen door de jaren heen evenals plattegronden van het attractiepark werden getoond.